# The Jeff Beck Group
The Jeff Beck Group foi uma banda de rock britânica formada em Londres em fevereiro de 1967 pelo guitarrista Jeff Beck.
Sua primeira formação consistia de Jeff Beck (guitarra), Rod Stewart (vocais), Ron Wood (baixo) e Aynsley Dunbar (bateria).
A banda se separou em 1969. Wood e Stewart foram para o Small Faces, que então passou a ser chamado The Faces. Beck reformou o grupo em 1971 com o vocalista Bob Tench, o tecladista Max Middleton, o baixista Clive Chaman e o baterista Cozy Powell. Esta formação lançaria mais dois álbuns, até sua dissolução em 1972.

## Discografia
- 1968 Truth
- 1969 Beck-Ola
- 1971 Rough and Ready
- 1972 Jeff Beck Group